# Lomtjärnet (Eda socken, Värmland)
Lomtjärnet är en sjö i Eda kommun i Värmland och ingår i Göta älvs huvudavrinningsområde.